# Joseph Kleiser von Kleisheim

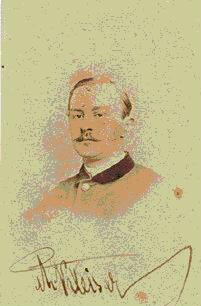
Joseph Kleiser von Kleisheim

Joseph Kleiser von Kleisheim (* 9. September 1760 in Urach; † 6. Mai 1830 in Konstanz) war der letzte Regierungspräsident des reichsunmittelbaren Fürstentums Fürstenberg. Er versuchte 1806 vergeblich den Bestand des Fürstentums zu sichern. 1814 trat er in den Dienst des Großherzogtums Baden und wurde 1819 Direktor des Seekreises.

## Leben
Joseph Kleiser wird in der Literatur als „talentvoller Schwarzwälder Bauernsohn“ beschrieben. 1780 beginnt er an der Universität Freiburg ein juristisches Studium, das er 1784 in Frankreich fortsetzt. 1788 wird er Reisebegleiter des späteren Fürsten Karl Joachim zu Fürstenberg und 1790 Hofrat des Fürstentums Fürstenberg.

### Der fürstlich fürstenbergische Präsident
Kurz nach seinem Amtsantritt erhebt ihn Karl Joachim zu Fürstenberg am 18. Juli 1796 in den erblichen Adels- und Ritterstand und er durfte nun den Namenszusatz von Kleisheim führen.
Kleiser stand seit 1801 als Regierungspräsident an der Spitze der fürstlichen Konferenz des Fürstentums, die aus vier Geheimräten bestand. Zudem war er auch Präsident des Geheimen Hof- und Regierungs- auch Lehenshofkollegiums. Er vertrat das Fürstentum auch beim schwäbischen Reichskreis in Ulm.
Nach dem Tod des Fürsten Karl Joachim erbte Karl Egon II. zu Fürstenberg das Fürstentum 1804, wobei seine Mutter, Elisabeth zu Fürstenberg zusammen mit einem entfernten Onkel aus der mährischen Linie, Landgraf Joachim Egon von Fürstenberg, die vormundschaftliche Regierung für den gerade einmal achtjährigen Karl Egon übernahm.
1806 machte er den späten Versuch Fürstenberg ähnlich wie Württemberg und Baden als Verbündeten Frankreichs zu positionieren und vom bevorstehenden Länderschacher zu profitieren, aber die anderen hatten schon länger dahingehend gewirkt und die Fürstenberg waren aus französischer Sicht als Gefolgsleute Österreichs abgestempelt. Kleiser diskutierte in Paris mit dem badischen Gesandten Sigismund von Reitzenstein auch über die Möglichkeit eines freiwilligen Anschlusses Fürstenbergs an Baden, um damit die als gefährlicher erachtete Variante eines Zwangsanschlusses an das Königreich Württemberg zu vermeiden. Allerdings wurde diese Lösung von keiner Seite weiterverfolgt.
Kleiser gelang es 1811 in Verhandlungen mit der badischen Regierung die fürstenbergische Justizhoheit wiederherzustellen, womit seine Politik der Kooperation mit dem neuen Landesherrn sich auszahlte, während die Fürstenmutter Elisabeth sich weiter um die Restauration der alten Souveränität Fürstenbergs bemühte und hierzu in der Folge auch den Wiener Kongress als Plattform für diese Bestrebungen nutzte. Die Spannungen zwischen ihr und ihrem Vertrauten, Joseph von Laßberg, einerseits und Kleiser andererseits nahmen ständig zu.
Der badische Hof hatte Kleiser – mit dem Einverständnis von Landgraf Joachim Karl – zum Gegenvormund für Karl Egon II. zu Fürstenberg gemacht und versuchte ihn in eine vorherrschende Rolle zu bringen, was auf den entschiedenen Widerstand Elisabeths stieß.

### Der großherzoglich badische Beamte
Nachdem sich sein Verhältnis zur Mutter des minderjährigen Fürsten, Elisabeth zu Fürstenberg, zunehmend verschlechterte, wechselte Kleiser 1814 in badische Dienste und wirkte in Meersburg als Hofrichter. 1819 wurde er zum Direktor des badischen Seekreises mit Sitz in Konstanz ernannt. 1821 wurde ihm das Kommandeurskreuz des Zähringer Löwenordens verliehen. 1825 war er vom Großherzog ernanntes Mitglied in der Ersten Kammer der Badischen Ständeversammlung.

## Ehe und Nachkommen
Kleiser heiratete am 6. Mai 1796 Josephine von Langen, mit der er fünf Kinder hatte
- Josef (* 21. Januar 1800; † 28. April 1859); Pfarrer zu Pfaffenweiler
- Carl Adolf (* 17. April 1801); großherzoglich badischer Kammerherr und Forstmeister
- Ferdinand (* 11. April 1803; † 21. Juli 1836)
- Hermann (* 18. April 1805); Dekan des Chorherrenstiftes Kreuzlingen
- Albert (* 2. Februar 1811; † 21. Mai 1860)